# Javra epistomata
Javra epistomata är en stekelart som först beskrevs av Morley 1914.  Javra epistomata ingår i släktet Javra och familjen brokparasitsteklar. Inga underarter finns listade i Catalogue of Life.